# Médaille de Mazagran
La médaille de Mazagran est une médaille commémorative française.
Elle commémore les cent vingt-trois militaires de la 10e compagnie du 1er bataillon d’infanterie légère d’Afrique lorsque ceux-ci font face aux quatre mille soldats des troupes d’Abd el-Kader pendant la bataille de Mazagran.